# Vila Tudor u Splitu
Vila Tudor nalazi se u Splitu, na adresi Lisinskoga 6, Split.
Sagrađena je 1918.

## Opis
Slobodnostojeću jednokatnu vilu uz borovu šumu na sjevernoj padini Marjana, izgradio je 1918. godine za svoju obitelj Frane Tudor, zidarski majstor i vlasnik istoimenog građevinskog poduzeća. Sačuvani izvorni nacrti pokazuju da je izvedba znatno skromnija od planiranoga stanja. Na istočnom pročelju obloženom crvenom fasadnom opekom je secesijski natpis „Vila Tudor“. Okružena je i danas pomno njegovanim vrtom u kojemu je, uz kuću prema ulici, gotička kruna bunara s grbom nepoznate plemićke obitelji, porijeklom iz jedne od splitskih palača u gradskoj jezgri. Ova vila secesijskoga sloga s primjesama neostilova, iako vremenski zakašnjelih, svjedoči o visokoj razini stanovanja ladanjskog karaktera u prva dva desetljeća 20. stoljeća, kada se na onodobnoj gradskoj periferiji podiže niz sličnih građevina.

## Zaštita
Pod oznakom Z-5840 zavedena je kao nepokretno kulturno dobro - pojedinačno, pravna statusa zaštićena kulturnog dobra.